# Alex Gaskarth
Alexander William Gaskarth (Essex, Inglaterra, 14 de Dezembro de 1987), mais conhecido como Alex Gaskarth, é o vocalista e guitarrista da banda de pop punk americana All Time Low.
Alex começou sua carreira musical no estado de Maryland em 2003, quando tocava guitarra numa banda de pop punk chamada Fire in the Hole. Decidiu então formar uma nova banda com seus colegas de escola Rian Dawson e Jack Barakat. Foi quando surgiu o All Time Low, ativo até os dias de hoje.